# الاتحاد الفلسطيني لكرة اليد
الاتحاد الفلسطيني لكرة اليد، منظمة رياضية فلسطينية أسس ـفي قطاع غزة عام 1964.

## التأسيس والانتقال إلى الخارج
أُسس الاتحاد في قطاع غزة عام 1964، وانتقل بعد الاحتلال الإسرائيلي لقطاع غزة عام 1967 إلى خارج القطاع وكان مقره الرئيسي في الكويت، وأنشأ فروعا له في أماكن تواجد الفلسطينيين في شتات البلاد العربية، ومنها سوريا والأردن والإمارات وقطر ولبنان ومصر وشارك في الشتات في عدة بطولات عربية ودولية.

## الاتحاد داخل فلسطين
انتقل الاتحاد مركزه إلى داخل فلسطين بعد دخول المؤسسات الفلسطينية إلى الضفة الغربية وقطاع غزة لدى إقامة سلطة الحكم الذاتي الفلسطينية، وشكلت عام 1995 لجنة تحضيرية كان من أعضائها مؤسس الاتحاد عبد العظيم أبو رجب وحسام تركي وسمير الجندي وغيرهم، وأجريت عام 1996 أول انتخابات رسمية للاتحاد داخل فلسطين، وترأس الاتحاد عبد العظيم أبو رجب حتى وفاته عام 2005، وضمت الهيئة الإدارية حسام تركي وسليم الناطور وغيرهم.
اعترف بالاتحاد الفلسطيني يصفته اتحادا قائما على أرض فلسطين في عام 1996، وشارك لأول مرة في مؤتمر الجمعية العمومية للاتحاد الدولي الذي عقد في عمان عام 2001 في عمان.
وقد نظم الاتحاد عام 1998 أول بطولة وطنية لكرة اليد في فلسطين عام 1998، جرت بشكل منفصل بطولتان في الضفة الغربية وفي قطاع غزة، ففاز ببطولة الضفة الغربية ثقافي طولكرم بعد تغلبه على شباب إذنا في المباراة النهائية التي جرت على ملعب هلال أريحا، في حين فاز فريق خدمات النصيرات بالبطولة في قطاع غزة. وفي محاولة وحيدة لتحديد بطل فلسطين أجري لقاء بين ثقافي طولكرم وخدمات النصيرات وفاز فيها الثانب، ولم تتكرر هذه الحالة بعدها لعدم إمكانية الحركة بين الضفة والقطاع.
في عام 1999 أجريت الانتخابات الثانية، وأقيمت بطولة الكأس الثانية، واحتفظ فيها ثقافي طولكرم بالكأس بعد تغلبه على شباب عصيرة في المباراة النهائية على ملعب المرابطين بقلقيلية التي جرت بحضور وزير الرياضة آنذاك الشيخ طلال سدر.
كما أجريت في هذه الفترة بطولة الدوري التصنيفي، حيث صنفت الأندية المنضوية تحت راية الاتحاد، وكان عددها آنذاك 24 ناديًا (وصل العدد اليوم إلى 31)إلى ثلاث درجات: الممتازة، والأولى والثانية.
في عام 2005 فاز الاتحاد بعضوية مجلس الاتحاد العربي لكرة اليد في انتخاباتها الأخيرة في تونس في 24 نيسان 2005، واختير رئيس لجنة المنتخبات آنذاك سليم الناطور لعضوية لجنة المسابقات في الاتحاد العربي.
في نيسان 2005 نظم الاتحاد بطولة الكأس الثالثة، ووصلت البطولة إلى الدور النهائي الذي بلغه فريقا شباب عزون الرياضي وثقافي طولكرم، وقد أجل هذا اللقاء لأكثر من مرة إلى ان أن انتخب مجلس جديد برئاسة نايف أبو هليل، وأقام اللقاء الذي فاز فيه شباب عزون.
في أيار 2009 أقام الاتحاد بطولة كأس فلسطين بعنوان «القدس عاصمة الثقافة العربية»، وفاز فيها نادي شباب عزون الرياضي بعد تغلبه على نادي عصيرة الشمالية.
في آب 2016 أعلن فرع الاتحاد في قطاع غزة عن تشكيل أول فريق نسائي فلسطيني لكرة اليد، وهو تابع التابع لمركز النصيرات الشبابي.
في 3 كانون الأول 2020 أجرى الاتحاد الفلسطيني لكرة اليد انتخاباته في قطاع غزة وفاز جمال أبو يوسف بمقعد رئاسة الاتحاد اليد، فيما فاز كا من باسل أبو زيد ومعاذ البحيصي ورزق مسلم بعضوية مجلس الإدارة.

## روابط خارجية
- لقاء إذاعي مع رئيس الاتحاد جمال أبو يوسف، على موقع يوتيوب